# Pauline Ferrand-Prévot
Pauline Ferrand-Prévot (Reims, 10 de febrero de 1992) es una deportista francesa que compite en ciclismo en las modalidades de ruta, ciclocrós y montaña (campo a través); campeona olímpica de París 2024, campeona mundial en ruta, doce veces campeona mundial en ciclismo de montaña, bicampeona mundial en ciclismo de montaña en maratón, campeona mundial de ciclocrós y campeona mundial en grava. En el 2015 se convirtió en la primera ciclista en poseer simultáneamente los títulos de campeona mundial en ciclismo de ruta, de montaña y de ciclocrós.
Participó en cuatro Juegos Olímpicos de Verano, entre los años Londres 2012 y Paris 2024, obteniendo una medalla de oro en París 2024, en la prueba de campo a través, el octavo lugar en Londres 2012, en la prueba de carretera, y el décimo en Tokio 2020, en el de campo a través.
Ganó quince medallas en el Campeonato Mundial de Ciclismo de Montaña entre los años 2014 y 2024, y seis medallas en el Campeonato Europeo de Ciclismo de Montaña entre los años 2016 y 2024. Obtuvo dos medallas de oro en el Campeonato Mundial de Ciclismo de Montaña en Maratón, en los años 2019 y 2022.
En carretera se proclamó campeona del Mundo en 2014, y ese mismo año consiguió el título en la clásica Flecha Valona Femenina y el segundo puesto en el Giro de Italia Femenino.
Logró una medalla de oro en el Campeonato Mundial de Ciclocrós de 2015 y una medalla de bronce en el Campeonato Europeo de Ciclocrós de 2011. Además, consiguió una medalla de oro en el Campeonato Mundial de Ciclismo en Grava de 2022.
En su regreso al ciclismo de carretera en 2025, fue vencedora de la clásica París-Roubaix femenina 2025, y del Tour de Francia femenino.

## Trayectoria
Empezó compitiendo en ciclocrós. En 2011 su equipo, el Lapierre International, le permitió correr con regularidad en pruebas de carretera y de montaña. En 2012 fichó por el Rabobank, compartiendo equipo con una de las mejores ciclistas del mundo, Marianne Vos.
Durante la primera mitad de 2012 fue la mejor ciclista francesa en la Copa del Mundo en carretera y la segunda en ciclismo de montaña de los respectivos rankings de la UCI, logrando así plaza para participar en los Juegos Olímpicos de Londres 2012: en la prueba en ruta acabó octava y en la de ciclismo de montaña finalizó vigesimosexta.
En 2014 obtuvo el título en el Campeonato Mundial de Ciclismo en Ruta, al año siguiente consiguió los títulos individuales en el Campeonato Mundial de Ciclismo de Montaña y el Campeonato Mundial de Ciclocrós, coronándose campeona del mundo en tres modalidades distintas, hecho que hasta ese momento solo había conseguido Marianne Vos pero no de forma simultánea.
En 2022 sumó a los títulos de esas tres modalidades el de campeona mundial en grava. Ese mismo año conquistó simultáneamente en el Mundial los títulos de campo a través y de campo a través corto, hecho que repitió en el Mundial de 2023.
Tras tener que abandonar la prueba de campo a través en los Juegos Olímpicos de Río de Janeiro 2016 y acabar décima en Tokio 2020, se coronó campeona olímpica en París 2024.
Recibió el premio Bicicleta de Oro Francesa en 2022 y el Trofeo Daniel Morelon en 2023. Estudió Fisioterapia en la Universidad Saboya Mont Blanc.
En su regreso a las pruebas de ciclismo en carretera en 2025, fue ganadora de la clásica París-Roubaix femenina 2025 y de la clasificación general y dos etapas del Tour de Francia femenino.

## Medallero internacional
| Campeonato Mundial | Campeonato Mundial  | Campeonato Mundial | Campeonato Mundial |
| Año                | Lugar               | Medalla            | Competición        |
| ------------------ | ------------------- | ------------------ | ------------------ |
| 2014               | Ponferrada (España) | Medalla de oro     | Ruta               |

| Juegos Olímpicos   | Juegos Olímpicos              | Juegos Olímpicos  | Juegos Olímpicos           |
| Año                | Lugar                         | Medalla           | Competición                |
| ------------------ | ----------------------------- | ----------------- | -------------------------- |
| 2024               | París (Francia)               | Medalla de oro    | Campo a través             |
| Campeonato Mundial |                               |                   |                            |
| Año                | Lugar                         | Medalla           | Competición                |
| 2014               | Hafjell/Lillehammer (Noruega) | Medalla de oro    | Campo a través por relevos |
| 2015               | Vallnord (Andorra)            | Medalla de oro    | Campo a través             |
| 2015               | Vallnord (Andorra)            | Medalla de oro    | Campo a través por relevos |
| 2016               | Nové Město (República Checa)  | Medalla de oro    | Campo a través por relevos |
| 2017               | Cairns (Australia)            | Medalla de bronce | Campo a través             |
| 2017               | Cairns (Australia)            | Medalla de bronce | Campo a través por relevos |
| 2019               | Mont-Sainte-Anne (Canadá)     | Medalla de oro    | Campo a través             |
| 2019               | Mont-Sainte-Anne (Canadá)     | Medalla de bronce | Campo a través por relevos |
| 2020               | Leogang (Austria)             | Medalla de oro    | Campo a través             |
| 2021               | Val di Sole (Italia)          | Medalla de bronce | Campo a través corto       |
| 2022               | Les Gets (Francia)            | Medalla de oro    | Campo a través             |
| 2022               | Les Gets (Francia)            | Medalla de oro    | Campo a través corto       |
| 2023               | Glasgow (Reino Unido)         | Medalla de oro    | Campo a través             |
| 2023               | Glasgow (Reino Unido)         | Medalla de oro    | Campo a través corto       |
| 2024               | Pal Arinsal (Andorra)         | Medalla de plata  | Campo a través corto       |
| Campeonato Europeo |                               |                   |                            |
| Año                | Lugar                         | Medalla           | Competición                |
| 2016               | Huskvarna (Suecia)            | Medalla de plata  | Campo a través por relevos |
| 2018               | Glasgow (Reino Unido)         | Medalla de plata  | Campo a través             |
| 2020               | Monteceneri (Suiza)           | Medalla de oro    | Campo a través             |
| 2021               | Novi Sad (Serbia)             | Medalla de oro    | Campo a través             |
| 2022               | Múnich (Alemania)             | Medalla de plata  | Campo a través             |
| 2024               | Cheile Grădiștei (Rumania)    | Medalla de oro    | Campo a través corto       |

| Campeonato Mundial | Campeonato Mundial    | Campeonato Mundial | Campeonato Mundial |
| Año                | Lugar                 | Medalla            | Competición        |
| ------------------ | --------------------- | ------------------ | ------------------ |
| 2019               | Grächen (Suiza)       | Medalla de oro     | Campo a través     |
| 2022               | Haderslev (Dinamarca) | Medalla de oro     | Campo a través     |

| Campeonato Mundial | Campeonato Mundial      | Campeonato Mundial | Campeonato Mundial |
| Año                | Lugar                   | Medalla            | Competición        |
| ------------------ | ----------------------- | ------------------ | ------------------ |
| 2015               | Tábor (República Checa) | Medalla de oro     | Individual         |
| Campeonato Europeo |                         |                    |                    |
| Año                | Lugar                   | Medalla            | Competición        |
| 2011               | Lucca (Italia)          | Medalla de bronce  | Individual         |

| Campeonato Mundial | Campeonato Mundial | Campeonato Mundial | Campeonato Mundial |
| Año                | Lugar              | Medalla            | Competición        |
| ------------------ | ------------------ | ------------------ | ------------------ |
| 2022               | Véneto (Italia)    | Medalla de oro     | Individual         |

## Palmarés

### Carretera
2009 (como júnior)
- Campeonato Europeo Contrarreloj Júnior
- 2.ª en el Campeonato Mundial en Ruta Júnior
- 2.ª en el Campeonato Mundial Contrarreloj Júnior
- 3.ª en el Campeonato Europeo en Ruta Júnior
- Chrono des Nations

2010 (como júnior)
- Campeonato Mundial en Ruta Júnior
- 2.ª en el Campeonato Mundial Contrarreloj Júnior
- 2.ª en el Campeonato Europeo en Ruta Júnior
- 2.ª en el Campeonato Europeo Contrarreloj Júnior

2012
- Campeonato de Francia Contrarreloj
- Campeonato de Francia sub-23 Contrarreloj

2013
- Campeonato de Francia Contrarreloj
- Campeonato de Francia sub-23 Contrarreloj
- 2.ª en el Campeonato Mundial Contrarreloj por Equipos Femenino (con Marianne Vos, Annemiek van Vleuten, Lucinda Brand, Thalita De Jong y Roxane Knetemann)

2014
- Flecha Valona Femenina
- Emakumeen Euskal Bira, más 2 etapas
- Campeonato de Francia Contrarreloj
- Campeonato de Francia sub-23 Contrarreloj
- Campeonato de Francia en Ruta
- Campeonato de Francia sub-23 en Ruta
- 2.ª en el Giro de Italia Femenino, más clasificación de las jóvenes
- Campeonato Mundial en Ruta

2015
- 3.ª en el Campeonato de Francia Contrarreloj
- Campeonato de Francia en Ruta
- 1 etapa del Giro de Italia Femenino

2025
- París-Roubaix[11]
- Tour de Francia Femenino , más 2 etapas

### Ciclocrós
2009-10 (como amateur)

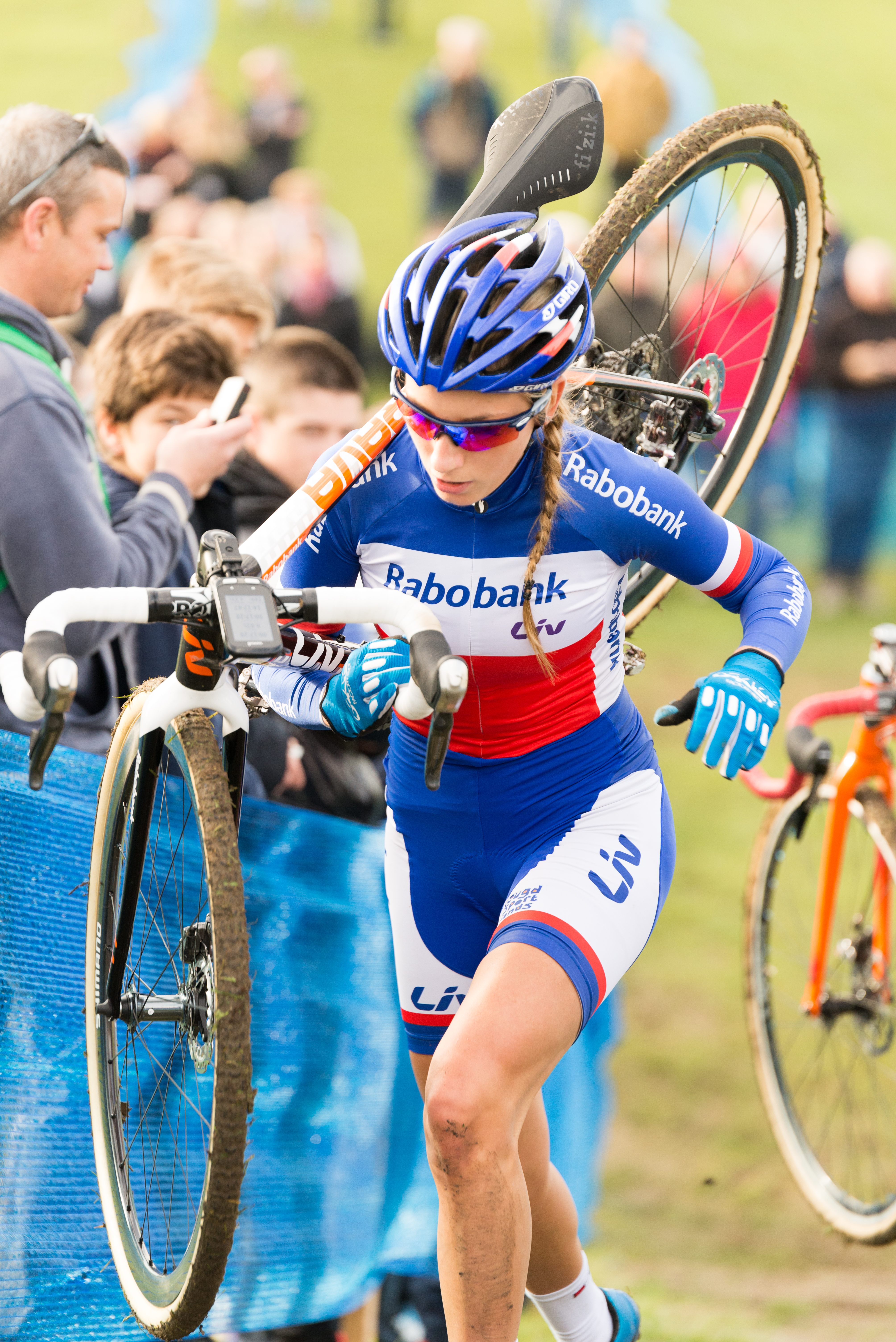
En 2014, en el Ciclocrós internacional de Dijon

- 3.ª en el Campeonato de Francia de Ciclocrós

2010-11
- 2.ª en el Campeonato de Francia de Ciclocrós

2011-12
- 2.ª en el Campeonato de Francia de Ciclocrós
- 3.ª en el Campeonato Europeo de Ciclocrós
- 1.ª en la Copa de Francia de ciclocrós
  - 1.ª Rodez

2012-13
- 2.ª en el Campeonato de Francia de Ciclocrós
- 1.ª en la Copa de Francia de ciclocrós
  - Pontchâteau

2013-14
- Campeonato de Francia de Ciclocrós
- 19.ª en la Copa de Francia de ciclocrós
  - 1.ª Flamanville

2014-15
- Campeonato de Francia de Ciclocrós
- Campeonato Mundial de Ciclocrós
- 21.ª en la Copa de Francia de ciclocrós
  - 1.ª Lanarvily

2017-18
- Campeonato de Francia de Ciclocrós
- 1.ª Druivencross Overijse

### Ciclismo de montaña
2009

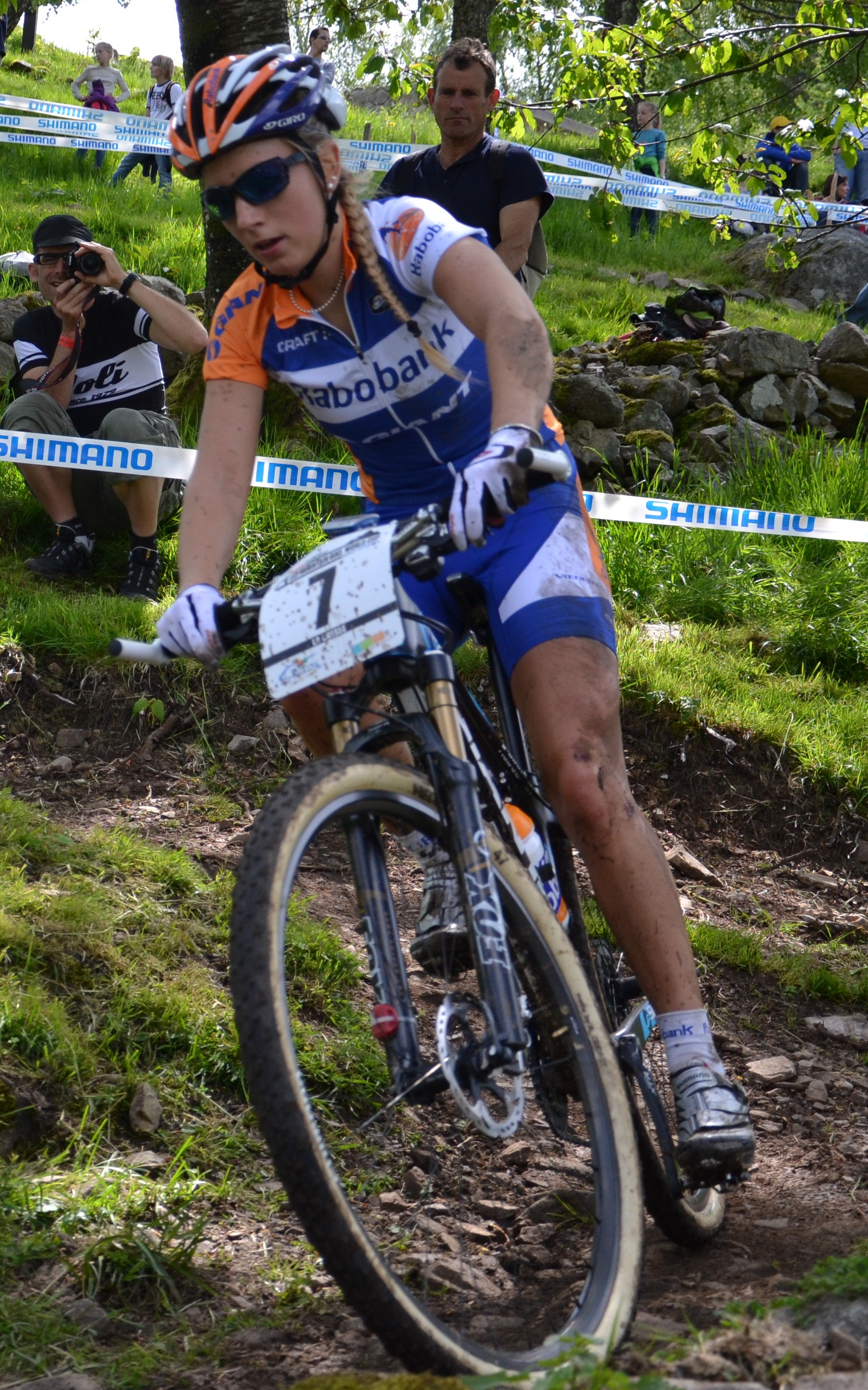
Pauline Ferrand-Prévot en 2012

- Campeonato Mundial Júnior Campo a Través
- Campeonato Europeo Júnior Campo a Través

2010
- Campeonato Mundial Júnior Campo a Través

2011
- 3.ª en Campeonato Mundial sub-23 Campo a Través

2012
- Campeonato de Francia sub-23 Campo a Través

2013
- 1.ª Saint-Pompon
- Campeonato de Francia sub-23 Campo a Través
- 2.ª en el Campeonato de Francia Campo a Través
- 2.ª en el Campeonato de Francia Eliminación
- 2.ª en Campeonato Mundial sub-23 Campo a Través

2014
- 1.ª Lons-le-Saunier
- 10.ª general Copa del Mundo 
  - 1.ª Olympic Race Nove Mesto
  - 1.ª Olympic Race Albstadt
- Campeonato de Francia sub-23 Campo a Través
- Campeonato de Francia Campo a Través
- Campeonato Europeo sub-23 Campo a Través
- Campeonato Mundial Campo a Través por Relevos (haciendo equipo con Hugo Pigeon, Jordan Sarrou y Maxime Marotte)

2015
- 1.ª Saint-Pompon
- 9.ª general Copa del Mundo
  - 1.ª Olympic Race Windham
- Campeonato de Francia Campo a Través
- Campeonato Mundial Campo a Través
- Campeonato Mundial Campo a Través por Relevos (haciendo equipo con Victor Koretzky, Jordan Sarrou y Antoine Philipp)

2016
- Campeonato de Francia Campo a Través
- 2.ª en el Campeonato Europeo Campo a Través por Relevos (haciendo equipo con Victor Koretzky, Jordan Sarrou y Axel Zingle)
- Campeonato Mundial Campo a Través por Relevos (haciendo equipo con Victor Koretzky, Jordan Sarrou y Benjamin Le Ny)

2017
- 1.ª Roc d'Azur
- Campeonato de Francia Campo a Través
- 3.ª en el Campeonato Mundial Campo a Través
- 3.ª en el Campeonato Mundial Campo a Través por Relevos (haciendo equipo con Jordan Sarrou, Mathis Azzaro, Léna Gerault y Neilo Perrin-Ganier)

2018
- Campeonato de Francia Campo a Través
- 2.ª en el Campeonato Europeo Campo a Través

2019
- 3.ª general Copa del Mundo
  - 1.ª Olympic Race Val di Sole
  - 1.ª Olympic Race Snowshoe
  - 1.ª Carrera corta Lenzerheide
- Campeonato de Francia Campo a Través
- Campeonato de Francia MTB con Asistencia Eléctrica
- Campeonato Mundial Campo a Través
- Campeonato Mundial Maratón
- 3.ª en el Campeonato Mundial Campo a Través por Relevos (haciendo equipo con Thibault Daniel, Luca Martin, Loana Lecomte y Jordan Sarrou)

2020
- Copa del Mundo (no hubo clasificación general)
  - 1.ª Olympic Race Nove Mesto
- Campeonato Europeo Campo a Través
- Campeonato Mundial Campo a Través
- 3.ª en el Campeonato de Francia Campo a Través
- 3.ª en el Campeonato de Francia Campo a Través Maratón

2021
- 7.ª general Copa del Mundo 
  - 1.ª Carrera corta Albstadt
  - 1.ª Carrera corta Les Gets
- Campeonato Europeo Campo a Través
- 3.ª en el Campeonato Mundial Campo a Través Recorrido Corto
- 2.ª en el Campeonato de Francia Campo a Través

2022
- 1.ª Roc d'Azur
- 11.ª general Copa del Mundo 
  - 1.ª Carrera corta Petrópolis
  - 1.ª Carrera corta Val di Sole
  - 1.ª Olympic Race Val di Sole
- Campeonato de Francia Campo a Través Recorrido Corto
- 2.ª en el Campeonato de Francia Campo a Través
- 2.ª en el Campeonato Europeo Campo a Través
- 1.ª en el Campeonato Mundial Campo a Través
- 1.ª en el Campeonato Mundial Campo a Través Recorrido Corto
- Campeonato Mundial Maratón

2023
- 8.ª general Copa del Mundo 
  - 1.ª Carrera corta Leogang
- 1.ª en el Campeonato Mundial Campo a Través Recorrido Corto
- 1.ª en el Campeonato Mundial Campo a Través

2024
- 25.ª general Copa del Mundo 
  - 1.ª Olympic Race Nove Mesto
  - 1.ª Olympic Race Val di Sole
- Juegos Olímpicos Campo a Través
- Campeonato Europeo Campo a Través Recorrido Corto
- 2.ª en el Campeonato Mundial Campo a Través Recorrido Corto

### Grava
2022
- Campeonato Mundial de Ciclismo en Grava

## Resultados en Grandes Vueltas y Campeonatos del Mundo
Durante su carrera deportiva ha conseguido los siguientes puestos en las Grandes Vueltas femeninas y en los Campeonatos del Mundo en carretera, ciclocrós y ciclismo de montaña:
| Carrera              | Carrera              | 2009 | 2010 | 2011 | 2012 | 2013 | 2014 | 2015 | 2016 | 2017 | 2018 | 2019 | 2020 | 2021 | 2022 | 2023 | 2024 | 2025 |
| -------------------- | -------------------- | ---- | ---- | ---- | ---- | ---- | ---- | ---- | ---- | ---- | ---- | ---- | ---- | ---- | ---- | ---- | ---- | ---- |
|                      | Giro de Italia       | —    | —    | —    | —    | 28.ª | 2.ª  | 6.ª  | —    | —    | —    | —    | —    | —    | —    | —    | —    | —    |
|                      | Tour de Francia      | X    | X    | X    | X    | X    | X    | X    | X    | X    | X    | X    | X    | X    | —    | —    | —    | 1.ª  |
|                      | Vuelta a España      | X    | X    | X    | X    | X    | X    | —    | —    | —    | —    | —    | —    | —    | —    | —    | —    | Ab.  |
| Mundial en Ruta      | Mundial en Ruta      | —    | —    | —    | 47.ª | 13.ª | 1.ª  | 6.ª  | —    | 11.ª | —    | —    | —    | —    | —    | —    | Ab.  |      |
| Mundial de Ciclocrós | Mundial de Ciclocrós | 20.ª | 8.ª  | 8.ª  | —    | —    | 17.ª | 1.ª  | —    | —    | 24.ª | —    | —    | —    | —    | —    | —    |      |
| Mundial de Montaña   | Mundial de Montaña   | —    | —    | —    | —    | —    | —    | 1.ª  | 16.ª | 3.ª  | Ab.  | 1.ª  | 1.ª  | Ab.  | 1.ª  | 1.ª  | 14.ª | —    |
| Mundial en Grava     | Mundial en Grava     | X    | X    | X    | X    | X    | X    | X    | X    | X    | X    | X    | X    | X    | 1.ª  | —    | —    |      |

| —: No participó | Ab: Abandono | X: Edición no celebrada |

## Equipos
- Team Scott Valoire Galibier (2009)
- AC Bazancourt-Reims (amateur) (2010)
- Lapierre International (2011)
- Rabo Women Cycling Team (2012-2016)
  - Rabobank Women Cycling Team (2012)
  - Rabo Women Cycling Team (2013)
  - Rabo Liv Women Cycling Team (2014-2016)
- Canyon SRAM Racing (2017-2020)
- Absolute-Absalon BMC (2021-)
- Team Visma-Lease a Bike (2025-)